# Aglaophamus foliosus
Aglaophamus foliosus är en ringmaskart som beskrevs av Hartman 1967. Aglaophamus foliosus ingår i släktet Aglaophamus och familjen Nephtyidae. Inga underarter finns listade i Catalogue of Life.